# Große Tempel der Chola-Dynastie
Große Tempel der Chola-Dynastie ist eine zusammenfassende Bezeichnung für drei von der UNESCO in die Liste des Weltkulturerbes aufgenommene Hindu-Tempel aus der Zeit der Chola-Dynastie (9. bis 13. Jahrhundert) im südindischen Bundesstaat Tamil Nadu.

## Historischer Hintergrund
Seit dem ausgehenden 9. Jahrhundert übernahmen die Chola allmählich die Macht von den Pallava. In der Architektur beschritten sie zum Teil neue Wege – so ahmten sie die jahrhundertealte Felstempel-Tradition ihrer Vorgänger nicht nach, sondern schufen ausschließlich Freibautempel. Waren die frühen Tempel noch klein und schmucklos (z. B. Enadi oder Panangudi), so markiert der Valisvara-Tempel in Thiruvaleeswaram (um 950) den Übergang zu einer repräsentativen Tempel-Architektur, die in den späteren Großbauten ihren Höhepunkt fand.

## Bauten
Bei den Welterbe-Tempeln handelt sich um den Brihadishvara-Tempel von Thanjavur, den Brihadishvara-Tempel von Gangaikonda Cholapuram und den Airavateshvara-Tempel von Darasuram, die allesamt in einem Umkreis von ca. 70 km beieinander liegen. Der Brihadishvara-Tempel von Thanjavur gehörte bereits seit 1987 zum Weltkulturerbe. Im Jahr 2004 wurde die Welterbestätte um die Tempel von Gangaikonda Cholapuram und Darasuram erweitert; die Aufnahme des ebenfalls architekturgeschichtlich bedeutsamen Kampaharesvara-Tempels von Tirubuvanam (um 1200) steht noch aus.
| Ort                    | Tempel                | Bauherr      | Bauzeit | Lage                         | Bild                                           |
| ---------------------- | --------------------- | ------------ | ------- | ---------------------------- | ---------------------------------------------- |
| Thanjavur              | Brihadishvara-Tempel  | Rajaraja I.  | um 1000 | 10° 46′ 59″ N, 79° 7′ 57″ O  | Brihadishvara-Tempel (Thanjavur)               |
| Gangaikonda Cholapuram | Brihadishvara-Tempel  | Rajendra I.  | um 1040 | 11° 12′ 22″ N, 79° 26′ 58″ O | Brihadishvara-Tempel in Gangaikonda Cholapuram |
| Darasuram              | Airavateshvara-Tempel | Rajaraja II. | um 1170 | 10° 56′ 54″ N, 79° 21′ 25″ O | Airavateshvara-Tempel in Darasuram             |